# Aloidrine

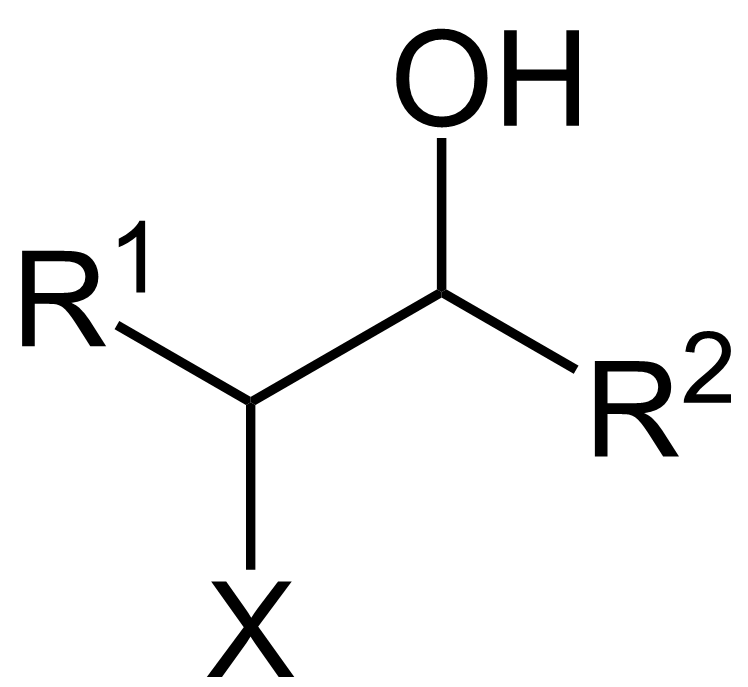
Struttura generale di una aloidrina, dove X = I, Br, F, o Cl

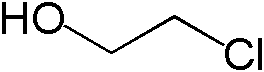
Struttura della aloidrina 2-cloroetanolo

Con il termine aloidrine si indica una classe di composti chimici in cui un atomo di carbonio ha un sostituente alogeno e un altro atomo di carbonio adiacente ha un sostituente ossidrilico.

## Formazione
L'aloidrina si forma aggiungendo un alogeno ad un alchene in soluzione acquosa. La reazione è un tipo di addizione elettrofila, simile alla reazione di addizione alogena.
L'equazione chimica base per questa reazione è:
C=C + X2 + H2O → X-C-C-OH  (X rappresenta un alogeno, Cl o Br).
La reazione avviene in modo tale che il gruppo X appena aggiunto e i gruppi OH siano in configurazione trans.
Quando la bromurazione è desiderata, il N-bromosuccinimide è preferibile al bromo poiché causa meno prodotti di scarto.
Le aloidrine possono anche essere preparate dalla reazione di un epossido con un acido idrossilico o un alogenuro metallico.

La reazione è prodotta su scala industriale per la produzione dei precursori della cloroidrinici di due importanti epossidi: l'epicloridrina e ossido di propilene.

### Meccanismo di formazione
Nel primo passaggio, il legame π dell'alchene attacca l'alogeno, Nel caso in cui l'alogeno sia il bromo si forma un anello a tre elementi (C, C, Br), conosciuto come ione bromonio.
L'aggiunta di acqua, che fornisce gli anioni idrossidi, crea l'aloidrina desiderata con un'alta anti stereospecificità come conseguenza dell'apertura dello ione bromonio causato dall'idrossido o dall'acqua. Si applica la regola di Markovnikov: le cariche positive si localizzano sul carbonio più sostituito, quindi l'anione idrossido si aggiunge qui.
Comunque, nel caso del bromo liquido che reagisce con il cicloesene, la solubilità del bromo in acqua è circa 0,21 moli su litro e la concentrazione di HOBr formato nella reazione tra bromo a acqua è di circa 1,15·10−3 moli su litro. Quindi è migliaia di volte più facile che il Br2 sia la specie che attacca il legame C=C
Inoltre il Br2 è molto più solubile negli alcheni non polari rispetto all'acqua o al HOBr. Quando lo ione Br+ è attaccato dagli elettroni del legame C=C, il Br- è proprio nel posto giusto per aggiungersi dall'altra parte del legame. In questo modo, gli ingombri sterici sono ridotti al minimo.
Quindi, anche se non c'è alcun dubbio che un po' di aloidrina viene formata quando una miscela di acqua e alogeni è mischiata con un alchene, il prodotto principale sarebbe il composto con i due sostituenti alogeni. Per esempio, quando il bromo liquido reagisce con il cicloesene, il prodotto principale è il 1,2-dibromocicloesene.

## Reazioni
In presenza di basi, come l'idrossido di potassio, una aloidrina potrebbe reagire per formare un epossido. Questa è la reazione inversa a quella di formazione da epossido con un idracido.
Nei sistemi biologici l'aloidrina può essere catalizzata dalla aloidrina dealogenasi.